# Sierra Leone na Letnich Igrzyskach Olimpijskich 1988
Sierra Leone na Letnich Igrzyskach Olimpijskich 1988 w Seulu reprezentowało 12 zawodników: 11 mężczyzn i 1 kobieta. Najmłodszym olimpijczykiem był lekkoatleta Francis Keita (18 lat 65 dni), a najstarszym maratończyk Baba Ibrahim Suma-Keita (41 lat 166 dni)
Był to czwarty start reprezentacji Sierra Leone na letnich igrzyskach olimpijskich.

## Boks
Mężczyźni
- Desmond Williams – waga lekkośrednia (17. miejsce)
- Samuel Simbo – waga średnia (17. miejsce)

## Kolarstwo
Mężczyźni
- Frank Williams – kolarstwo szosowe: wyścig indywidualny (nie ukończył)

## Lekkoatletyka
Kobiety
- Rachel Thompson – bieg na 1500 (odpadła w eliminacjach)

Mężczyźni
- Francis Dove-Edwin – bieg na 100 metrów (odpadł w eliminacjach)
- Felix Sandy – bieg na 400 metrów (odpadł w eliminacjach)
- David Sawyerr – bieg na 800 metrów (odpadł w eliminacjach)
- Modupe Jonah – bieg na 1500 metrów (odpadł w eliminacjach)
- Baba Ibrahim Suma-Keita – maraton (95. miejsce)
- Benjamin Grant – bieg na 400 metrów przez płotki (odpadł w eliminacjach)
- Francis Keita – skok w dal (33. miejsce)
- sztafeta 4 × 100 metrów: Francis Keita, Francis Dove-Edwin, Benjamin Grant, Felix Sandy (odpadła w eliminacjach)
- sztafeta 4 × 400 metrów: Francis Dove-Edwin, Felix Sandy, Benjamin Grant, David Sawyerr (odpadła w eliminacjach)

## Podnoszenie ciężarów
Mężczyźni
- Percy Doherty – waga do 82,5 kg (19. miejsce)